# (1067) Lunaria
(1067) Lunaria ist ein Asteroid des Hauptgürtels, der am 9. September 1926 vom deutschen Astronomen Karl Wilhelm Reinmuth in Heidelberg entdeckt wurde. 
Der Asteroid ist nach der Pflanzengattung der Silberblätter benannt.